# Contea di Newton (Indiana)
La contea di Newton (in inglese Newton County) è una contea dello Stato dell'Indiana, negli Stati Uniti. La popolazione al censimento del 2000 era di 14 566 abitanti. Il capoluogo di contea è Kentland.